# 哈斯德鲁巴·吉斯戈
哈斯德鲁巴·吉斯戈（拉丁語：Hasdrubal Gisco；布匿语：𐤋𐤏𐤁𐤓𐤆𐤀‬ ；？—前202年），一译哈斯朱拔·吉士高，第二次布匿战争期间迦太基的一位将军。活跃于伊比利亚半岛和北非。
哈斯德鲁巴·巴卡在前215年于伊比利亚Dertosa战败后，翌年，吉斯戈来到伊比利亚。他的到来终结了巴卡家族对伊比利亚的独裁统治。前212年，经略伊比利亚半岛的罗马统帅普布利乌斯·科尔内利乌斯·西庇阿和格奈乌斯·科尔内利乌斯·西庇阿·卡尔弗斯决定采取攻势。普布利乌斯·西庇阿攻击由吉斯戈和马戈·巴卡的军队。罗马大败，普布利乌斯被杀。战后，吉斯戈与哈斯德鲁巴·巴卡军队加强了联系使得可以互相增援。一个月后，格奈乌斯也战败被杀。
前207年，吉斯戈和马戈·巴卡驻防今日西班牙加的斯附近。翌年募得七万步兵、四千五百名骑兵，但在伊利帕战役被大西庇阿击败。
此后吉斯戈渡海回到北非，说服了西努米底亚国王西法克斯加入反罗马的阵营，并将其女索福尼斯巴嫁给西法克斯。前204年，大西庇阿登陆北非的时候，遭到迦太基和西努米底亚的合攻。大西庇阿利用努米底亚统治者之间的矛盾，将东努米底亚国王马西尼萨拉到反迦太基的阵营中，击败了迦太基军队。
西法克斯仍站在迦太基的一边，在前203年的Bagbrades战役中，西法克斯与吉斯戈率领的联军被罗马、东努米底亚联军击败。吉斯戈逃回迦太基。愤怒的迦太基暴民捉住他，为避免受私刑，吉斯戈自杀。